# Gundars Daudze
Gundars Daudze (Riga, 9 de maig de 1965) és un metge i polític letó, va ser President del Saeima des del 24 de setembre de 2007 al 2 de novembre del 2010, com a representant de la unió entre els partits Per Letònia i Ventspils i Unió de Verds i Agricultors. El 2011 es va retirar de la composició parlamentària per treballar com a cap de la Cancelleria del President  Andris Bērziņš.